# ウクライナ社会民族党
ウクライナ社会民族党（ウクライナしゃかいみんぞくとう、ウクライナ語: Соціал-національна партія України、SNPU）は、後に全ウクライナ連合「自由」となるウクライナの極右政党。この党は急進的ナショナリズムと反共主義の立場だった。 